# Liste der Monuments historiques in Le Thoult-Trosnay
Die Liste der Monuments historiques in Le Thoult-Trosnay führt die Monuments historiques in der französischen Gemeinde Le Thoult-Trosnay auf.

## Liste der Immobilien
| Bezeichnung       | Beschreibung                    | Standort                            | Kennzeichnung | Schutzstatus | Datum | Bild           |
| ----------------- | ------------------------------- | ----------------------------------- | ------------- | ------------ | ----- | -------------- |
| Château du Thoult | aus dem 17. und 18. Jahrhundert | Le Thoult, 5 rue de l’Église (Lage) | PA00078874    | Inscrit      | 1988  | weitere Bilder |
| Kirche St-Nicolas | ab dem 12. Jahrhundert          | Le Thoult, place de l’Église (Lage) | PA00078875    | Classé       | 1922  | weitere Bilder |

## Liste der Objekte
| Bezeichnung                | Beschreibung                                  | Standort                                   | Kennzeichnung | Schutzstatus | Datum | Bild           |
| -------------------------- | --------------------------------------------- | ------------------------------------------ | ------------- | ------------ | ----- | -------------- |
| Gemälde Heiliger Sebastian | Ölfarbe auf Leinwand, 18. Jahrhundert         | Le Thoult, in der Kirche St-Nicolas (Lage) | PM51003663    | Inscrit      | 1996  |                |
| Skulptur Madonna mit Kind  | mit Stifterfigur; Stein, 16. Jahrhundert      | Le Thoult, in der Kirche St-Nicolas (Lage) | PM51001100    | Classé       | 1908  | weitere Bilder |
| Gemälde Heiliger Nikolaus  | Ölfarbe auf Leinwand, 18. Jahrhundert         | Le Thoult, in der Kirche St-Nicolas (Lage) | PM51003662    | Inscrit      | 1996  |                |
| Sieben Skulpturen          | am Hauptaltar; Holz, 18. oder 19. Jahrhundert | Le Thoult, in der Kirche St-Nicolas (Lage) | PM51003056    | Inscrit      | 1980  |                |
| 26 Kirchenbänke            | Holz, Anfang des 19. Jahrhunderts             | Le Thoult, in der Kirche St-Nicolas (Lage) | PM51003664    | Inscrit      | 1996  |                |